# Drago Rukljač
Drago Rukljač (Zagabria, 11 agosto 1949) è un ex calciatore jugoslavo, di ruolo centrocampista.

## Carriera

### Club
Cresciuto nel NK Zagabria, per una stagione si trasferisce all'Hajduk Spalato. Con i Bili debutta e mette a referto la sua prima rete con la nuova casacca il 14 agosto 1977 nel match di campionato vinto contro la Dinamo Zagabria (2-1).

## Palmarès

### Competizioni nazionali
- 2. Savezna liga: 2

NK Zagabria: 1972-1973 (girone ovest), 1975-1976 (girone ovest)